# 청주 석화리 목책성
청주 석화리 목책성(淸州 石花里 木柵城)은 충청북도 청주시 흥덕구 강내면 석화리에 있는 백제의 성이다. 2017년 12월 8일 충청북도의 기념물 제166호로 지정되었다.
청주 석화리 목책성은 매장문화재 발굴조사 결과 저장공과 목책열이 중심을 이루어 저장과 관련된 시설을 방어하는 목적으로 만들어진 유적이다. 토기, 기와 그리고 철기의 출토양상으로 보아 백제 사비기의 금강(미호천)을 지키는 중요한 거점으로써의 기능을 했을 것으로 추정된다.
탄화된 대형식물유체(도토리 등)이 저장공에서 다량 출토되고 있어 당시 도토리의 식용과 저장, 다양한 철기들 가운데 무기류 중 철부가 가장 많이 출토된 것이 유적의 성격을 뒷받침하여 준다.